# Кенигсфелд им Шварцвалд
Кенигсфелд им Шварцвалд (њем. Königsfeld im Schwarzwald) општина је у њемачкој савезној држави Баден-Виртемберг. Једно је од 20 општинских средишта округа Шварцвалд-Бар. Према процјени из 2010. у општини је живјело 6.053 становника. Посједује регионалну шифру (AGS) 8326031.

## Географски и демографски подаци
Кенигсфелд им Шварцвалд се налази у савезној држави Баден-Виртемберг у округу Шварцвалд-Бар. Општина се налази на надморској висини од 763 метра. Површина општине износи 40,2 km². У самом мјесту је, према процјени из 2010. године, живјело 6.053 становника. Просјечна густина становништва износи 150 становника/km².